# Grêmio Esportivo Anápolis
Grêmio Esportivo Anápolis, powszechnie znany jako Anápolis – brazylijski klub piłkarski z siedzibą w Anápolis, stan Goiás. Klub był wcześniej znany jako Grêmio Esportivo Inhumense.

## Historia
Klub został założony 15 marca 1999 r. [1] jako Grêmio Esportivo Inhumense. W 2000 roku awansował do Campeonato Goiano. W 2005 roku zajęli 4. miejsce i zakwalifikował się do Campeonato Brasileiro Série C, gdzie zostali wyeliminowani w pierwszej rundzie

## Rozgrywki stanu Goiás[2]
| -    | 1999 | 2000 | 2001 | 2002 | 2003 | 2004 | 2005 | 2006 | 2007 | 2008 | 2009 | 2010 | 2011 | 2012 |
| ---- | ---- | ---- | ---- | ---- | ---- | ---- | ---- | ---- | ---- | ---- | ---- | ---- | ---- | ---- |
| Liga | 2    | 2    | 1    | 1    | 1    | 1    | 1    | 1    | 2    | ?    | ?    | ?    | 3    | ?    |
|      | 11th | AW   | 5th  | 7th  | 7th  | 5th  | 4th  | 11th | 5th  | ?    | ?    | ?    | ?    | ?    |